# Mesopotamien (Spiel)
Mesopotamien (Untertitel „Die Wiege der Menschheit“) ist ein 2005 bei Phalanx Games erschienenes Brettspiel von Klaus-Jürgen Wrede für 2 bis 4 Spieler. Die Illustrationen wurden von Franz Vohwinkel erstellt.

## Inhalt
- 41 Sechseckfelder mit Verzahnungen
  - 1 Tempelplatz
  - 5 Vulkane
  - 6 Wälder
  - 7 Steinbrüche
  - 22 Ebenen
- 18 Spielkarten:
  - 3× Ausdauer
  - 3× Priester
  - 2× Fruchtbarkei
  - 2× Heiliger Stein
  - 2× Land
  - 2× Mana-Raub
  - 2× Teleport
  - 2× Vertreibung
- 4 Mana-Skalen
- 4 Zylinder für die Mana-Skalen, je einer in blau, gelb, grün und rot
- 4 Balken für die Mana-Skalen, je einer in blau, gelb, grün und rot
- 20 Hütten, je 5 in blau, gelb, grün und rot
- 32 Spielfiguren (Zylinder mit achteckiger Grundfläche), je 8 in blau, gelb, grün und rot
- 12 Kultplatz-Marker (runde Pappscheiben), je 3 in blau, gelb, grün und rot
- 16 Opfermarker, je 4 in blau, gelb, grün und rot mit den Werten 2, 4, 6 und 7
- 20 Bausteine „Holz“
- 20 Bausteine „Steine“
- 1 Tempelfigur
- 1 Kurzspielanleitung (4 DIN-A4 Seiten)
- 1 Spielregel (6 DIN-A4-Seiten)

## Beschreibung
Die Spieler werden in die Vorzeit versetzt, in der Eingeborenenstämme sich im Zweistromland ansiedeln. Jeder Spieler versucht so schnell wie möglich seine 4 Opfermarker zum Tempelplatz zu bringen. Zu Beginn des Spieles besitzt jeder Spieler 1 Hütte und 3 Eingeborene und abhängig von der Spielerzahl und der Zugreihenfolge 2 bis 5 Bewegungspunkte. Ab der 2. Runde hat jeder Spieler 5 Bewegungspunkte. In jeder Runde hat der Spieler nacheinander folgende Möglichkeiten:
1. Bewegung der Eingeborenen
2. Aktion(en)
3. Manapunkte sammeln

In der Bewegungsphase kann er seine Bewegungspunkte beliebig auf seine Eingeborenen verteilen und sie damit auf andere Felder versetzen, Rohstoffe aufnehmen und tragen, den anderen Spielern Rohstoffe abnehmen, Tempel bauen und opfern. Ferner hat er die Möglichkeit maximal 3 neue Felder zu entdecken, indem er mit einer Figur ins „Unbekannte“ zieht. Dazu nimmt er ein Landschaftsfeld vom verdeckten Stapel und legt dieses – sofern es kein Vulkan ist, der an anderer Stelle angelegt wird – an das Ursprungsfeld an. Auf Waldfelder und Steinbrüche werden dann sofort so viele Holz-Spielsteine bzw. Steine gelegt wie Spieler teilnehmen.
In der Aktionsphase kann der Spieler entweder Hütten bauen, Kultplätze errichten, Nachkommen zeugen oder eine Aktionskarte ziehen, die er zu einem beliebigen Zeitpunkt in seinen folgenden Zügen ausspielen kann.
Manapunkte erhält der Spieler wenn an einem eigenen Kultplatz mindestens eine und an einem fremden mindestens zwei eigene Figuren stehen. Mana wird benötigt, um Opfer-Marker in den Tempel zu bringen.

## Erweiterungen
- Mesopotamia Expansion Cards™[1]

## Auszeichnungen
- Spiel des Jahres – Empfehlungsliste 2006
- Schweizer Spielepreis 2006 – 3. Platz Kategorie Strategiespiele
- Deutscher Spiele Preis 2006: 5. Platz

## Spielkritiken
- Spielbox Ausgabe 1/06: „Clever verzahnt“